# قضقاض مكنسي
القضقاض المكنسي (الاسم العلمي: Bassia scoparia) نبات حولي كبير من الفصيلة القطيفية. موطنه أوراسيا. أُدخل إلى أجزاء كثيرة من أمريكا الشمالية، حيث يوجد في الأراضي العشبية، والبراري، والأنظمة البيئية للشجيرات الصحراوية. ومن أسمائه الشائعة العشب الملتهب، عشبة الخنازير، السرو الصيفي، سرو زائف، كوتشيا، بلفيدير، فرشاة النار المكسيكية، الأعشاب النارية المكسيكية.

## معرض صور

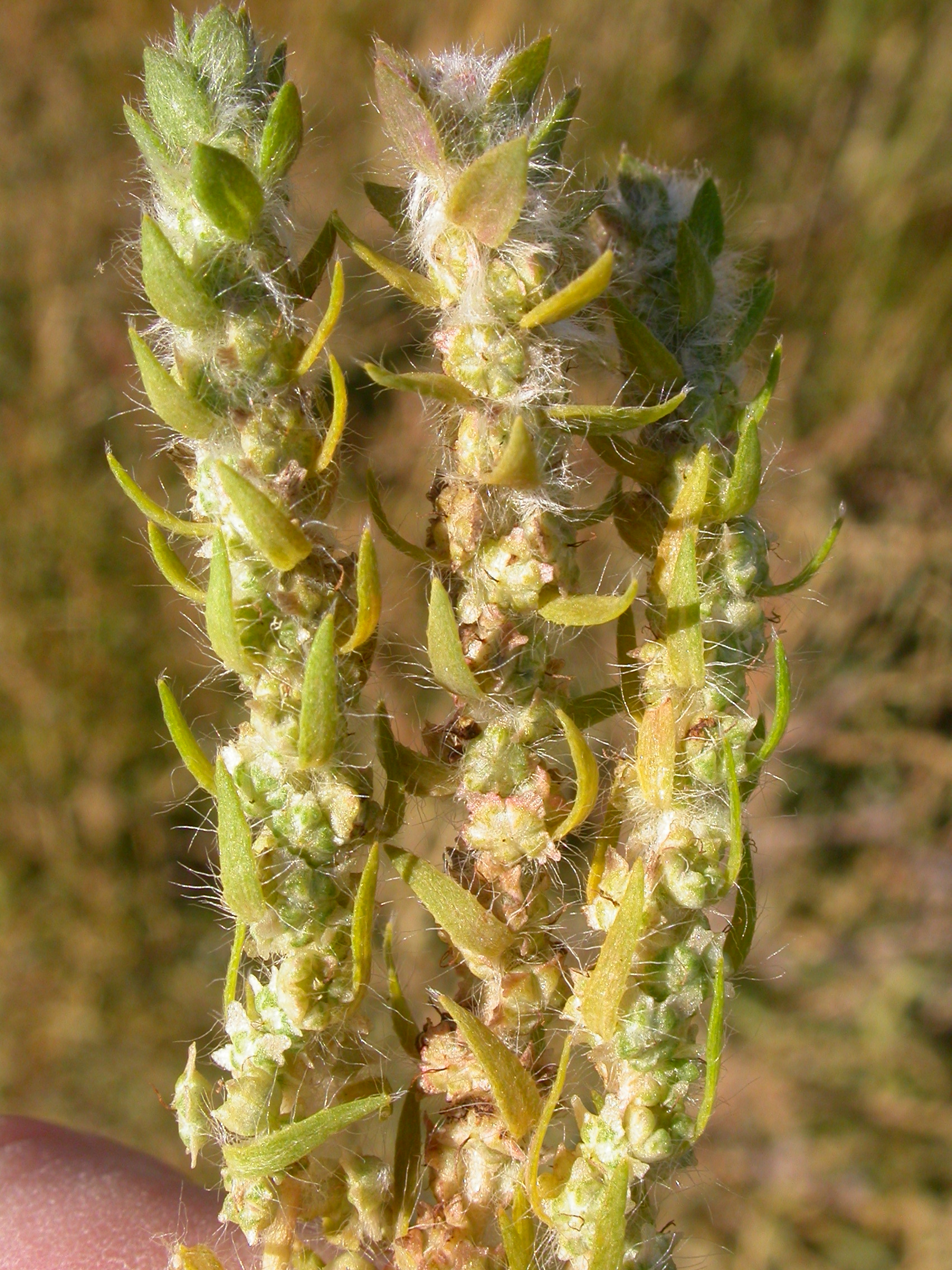
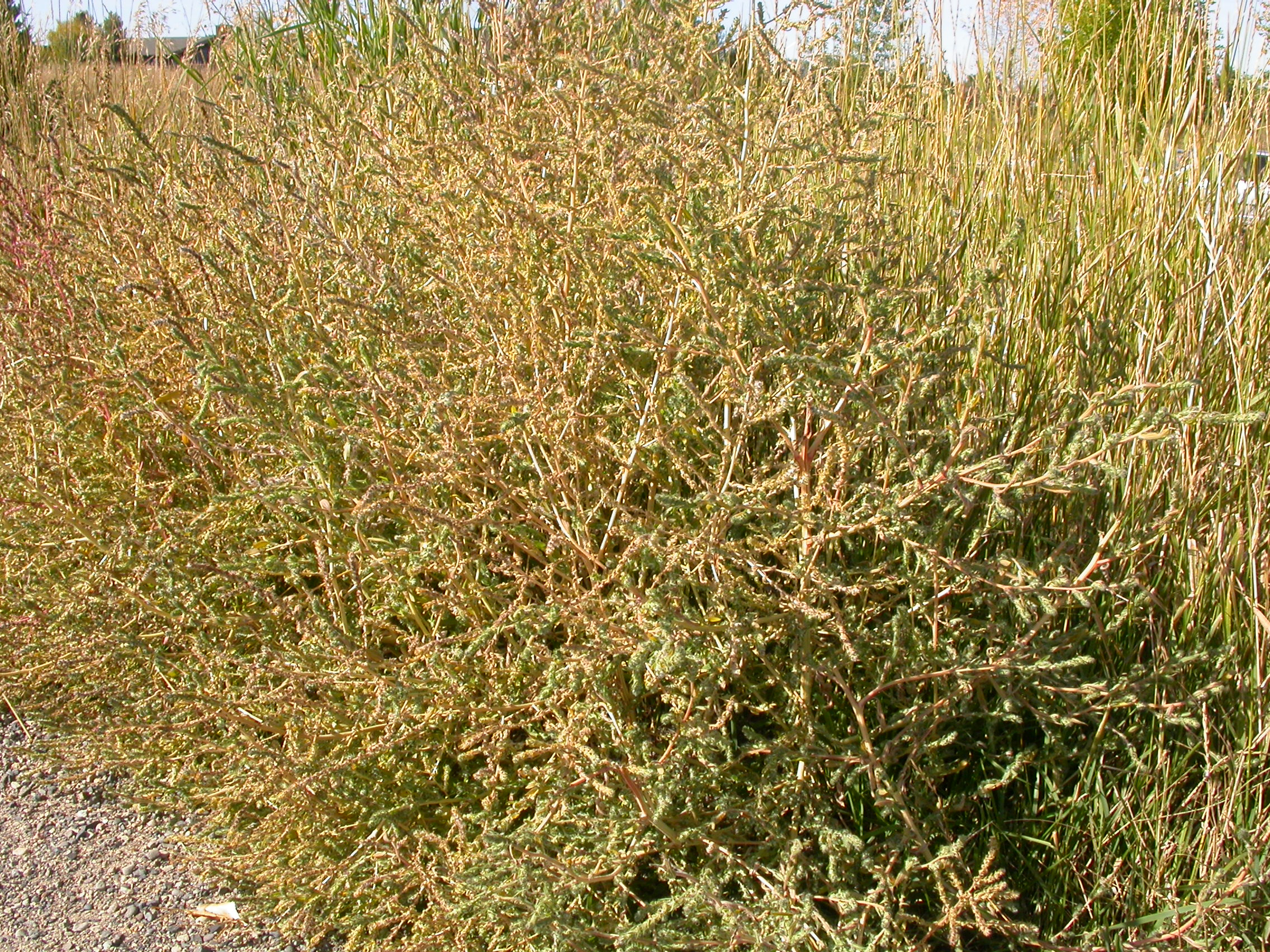
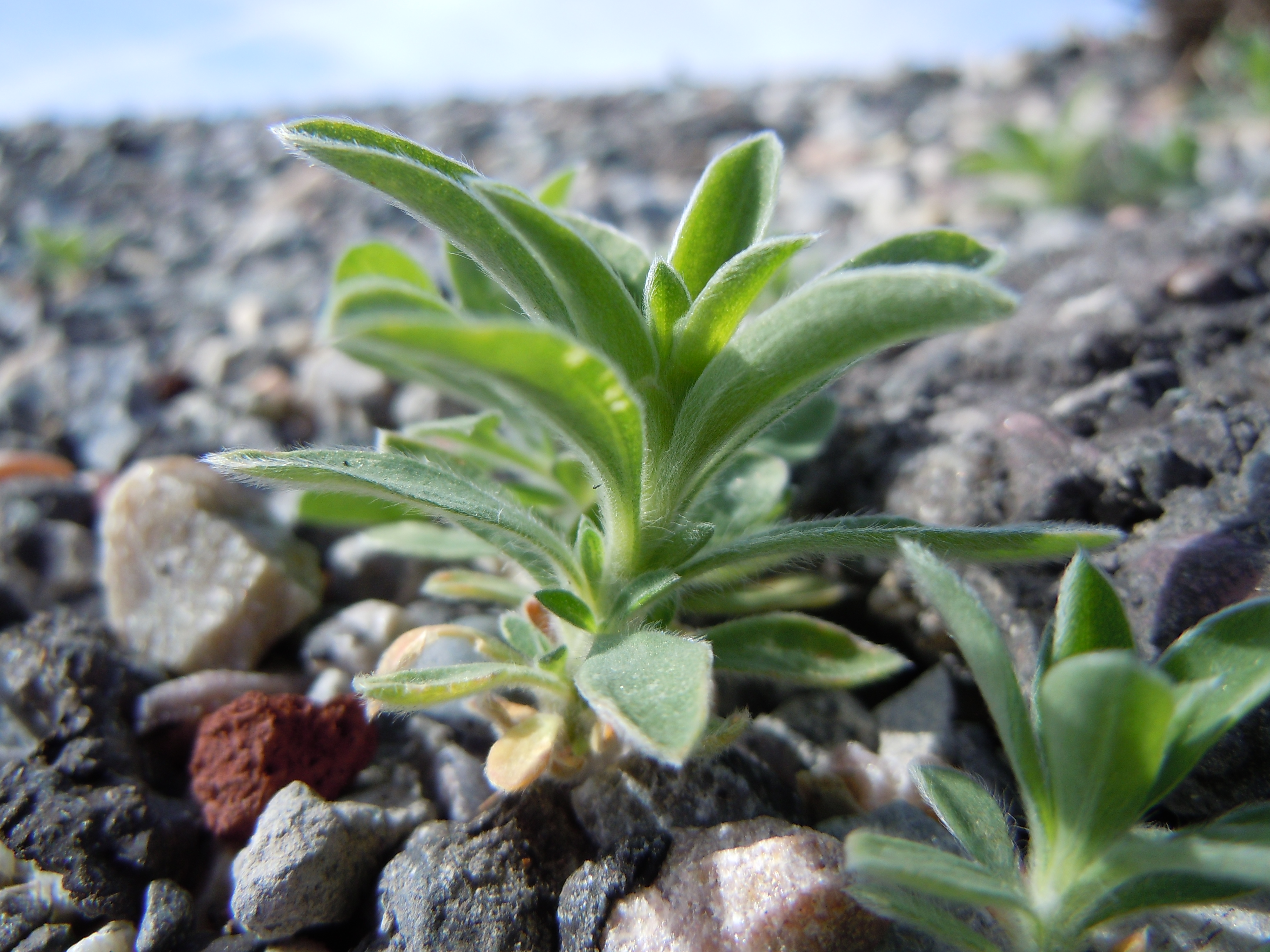
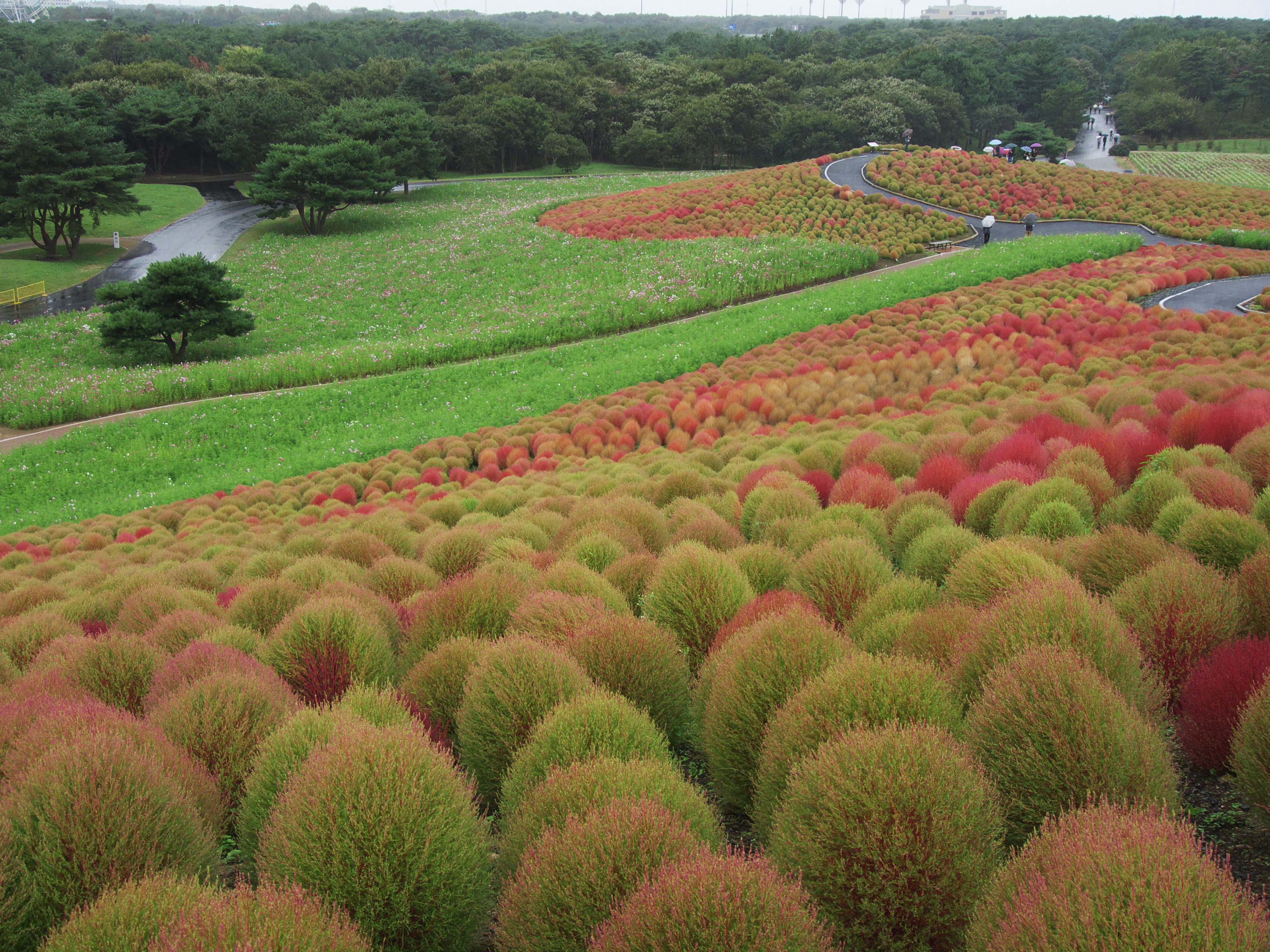
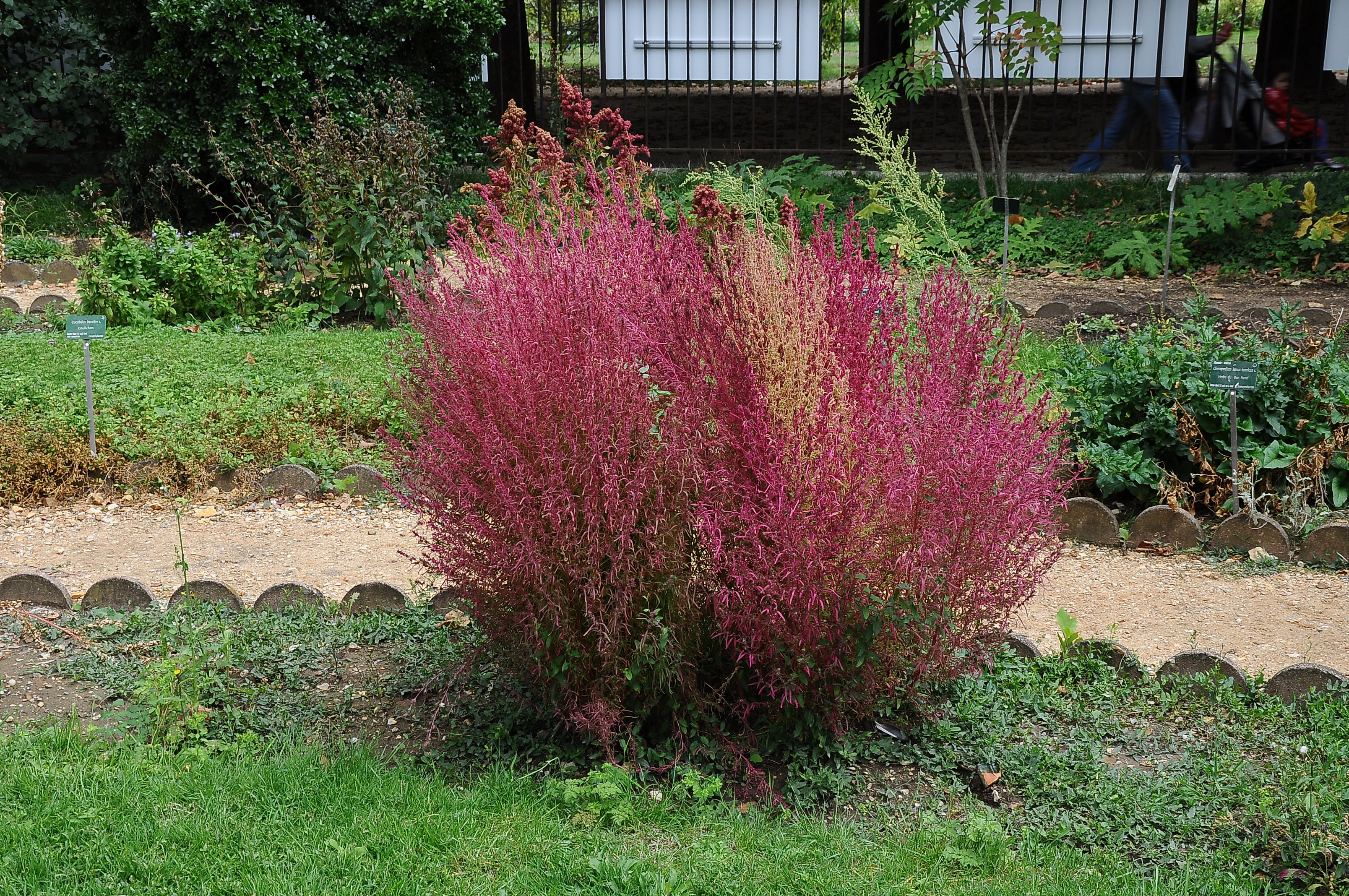